# Sybra griseola
Sybra griseola là một loài bọ cánh cứng trong họ Cerambycidae.